# Томская область
То́мская о́бласть — субъект Российской Федерации, входит в состав Сибирского федерального округа.
Административный центр — город Томск.
Граничит на западе с Омской и Тюменской областями, на западе и севере — с Ханты-Мансийским автономным округом — Югрой, на востоке — с Красноярским краем, на юге — с Кемеровской и Новосибирской областями.
Образована 13 августа 1944 года Указом Президиума Верховного Совета СССР.

## Физико-географическая характеристика

### География
Томская область расположена на юго-востоке Западно-Сибирской равнины.
Протяжённость области с севера на юг — около 600 км, с запада на восток — 780 км. По площади Томская область примерно на 1,5 % больше Польши (и почти в 35 раз меньше Польши по населению).
Бо́льшая часть территории области труднодоступна, так как представляет собой тайгу (леса занимают 63 % площади) и болота (28,9 %, в частности одни из крупнейших в мире Васюганские болота).
Лесной фонд 28,68 млн га (286,8 тыс км²), территория леса 19,3 млн га (193 тыс км²)
Самая высокая точка области — 274 м над уровнем моря, самая низкая — 34 м над уровнем моря.
Климат влажный континентальный.

### Природа
Флору и фауну на территории Томской области представляют около 1000 видов высших растений и около 2000 видов животных, большая часть из которых представлена насекомыми. Ряд видов — исконных обитателей территории области — нуждаются в мерах охраны и внесены в Красную книгу Томской области.

### Природные ресурсы
Томская область богата природными ресурсами, такими как нефть (100 месторождений, 1449 млн т), природный газ (632 млрд м³), чёрные и цветные металлы, бурый уголь — 74,7 млрд т (первое место по запасам в России), торф (второе место по запасам в России) и подземные воды. В области находится Бакчарское железорудное месторождение, являющееся одним из крупнейших в мире (57 % всей железной руды России), общий объём запасов 90 млрд т. На территории Томской области расположено множество месторождений сырья для строительных материалов: глины, песка, известняков, глинистых сланцев, гравия.

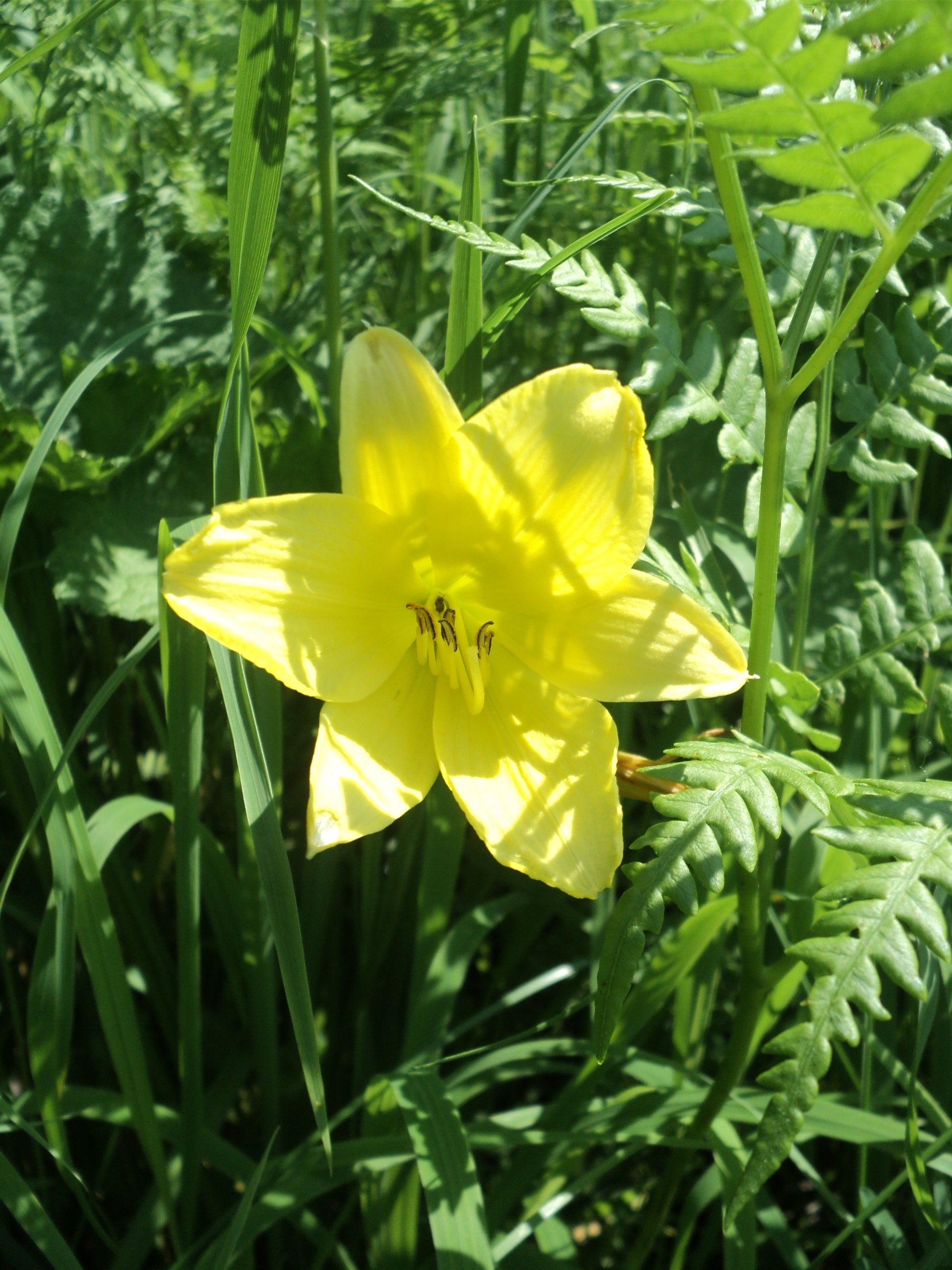
Лилейник в 30 километрах от Томска

Среднее Приобье имеет минерализованные подземные воды на глубине 1100—2250 м. В районе города Томска имеются выходы радоновых вод. Общие запасы подземных вод оцениваются в 14,2 млрд м³. Кроме того, имеются разведанные запасы каолина, тугоплавких глин, стекольных и ильменит-цирконовых песков (ильменит — 3,4 млн т, циркон — 1380 тыс. т), лейкоксена и рутила (600 тыс. т), бокситов (11,5 млн тонн), бурого угля (3 млрд 625,6 млн тонн), цинка (559 тыс. тонн), золота, платины и титана.
Леса — один из наиболее значимых активов области: около 20 % (более 26,7 млн га) лесных ресурсов Западной Сибири находятся в Томской области. Запасы древесины составляют 2,8 млрд м³. На территории области обитают 28 видов млекопитающих, более 40 видов птиц и 15 видов рыб, имеющих промысловое значение, проводится заготовка кедрового ореха (общие запасы — 27 тыс. тонн), грибов (86 тыс. тонн), ягод (25 тыс. тонн), лекарственных трав (12 тыс. тонн). Отмечается деградация кедровых лесов, факты спиливания кедров и сбора ореха запрещёнными методами нелегалами из Таджикистана и Узбекистана.

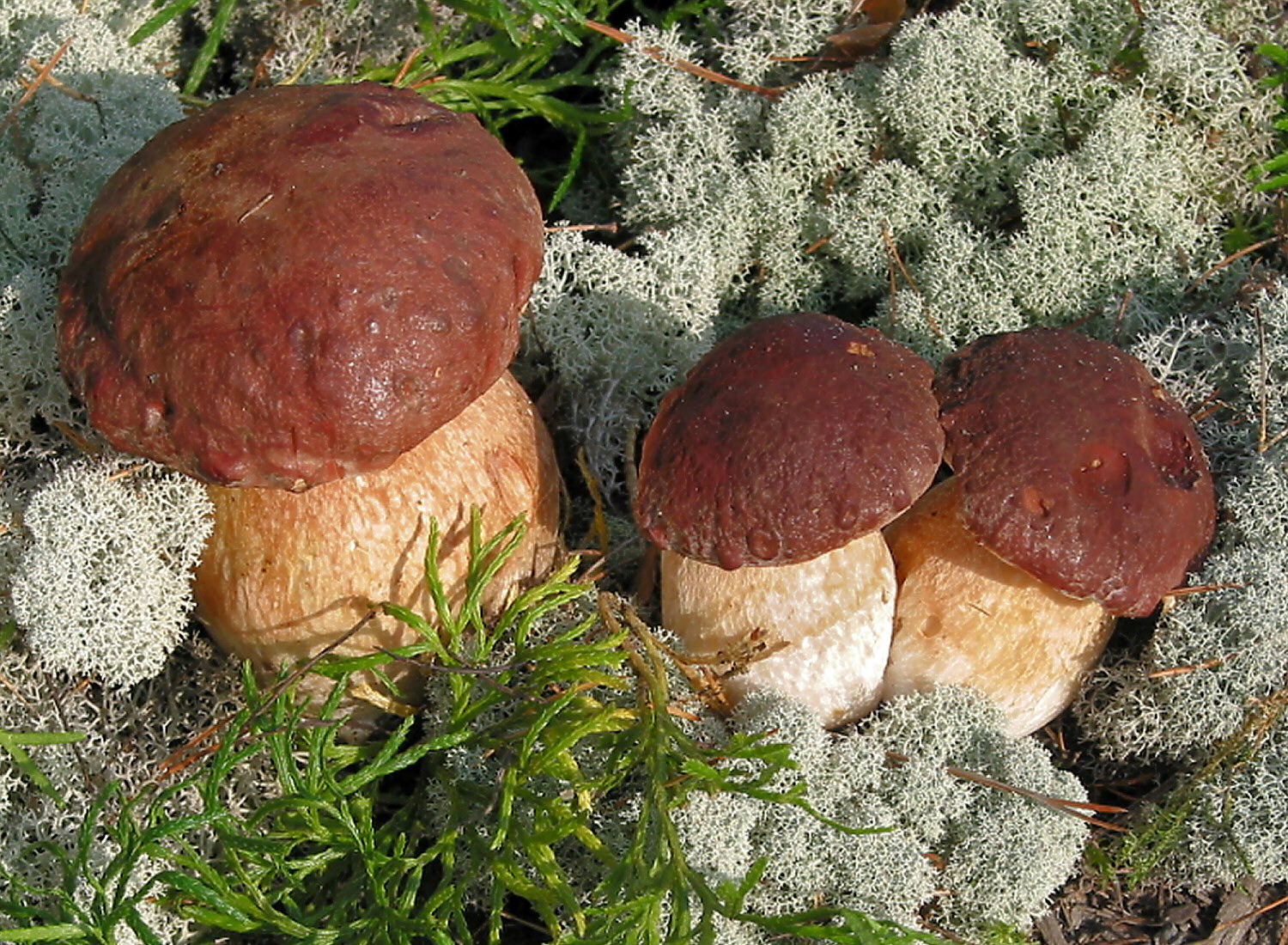
Три белых гриба в сосновом лесу

В Томской области 15 зоологических заказников (Томский, Верхне-Соровский, Иловский, Калтайский, Карегодский, Кеть-Касский, Мало-Юксинский, Октябрьский, Осетрово-нельмовый, Панинский, Першинский, Поскоевский, Тонгульский, Оглатский, Чичка-Юльский), 3 ландшафтных (Ларинский и Поль-То, Васюганский) и 1 ботанический (Южнотаёжный).
В области выявлено 145 памятников природы, из которых 69 расположены в Томском районе, в частности, Таловские чаши, Синий Утёс, Дызвездный ключ, Озеро Песчаное и др.

### Реки
В Томской области насчитывается 18,1 тыс. рек, ручьёв и других водотоков, общей протяжённостью около 95 тыс. км, в том числе — 1620 рек протяжённостью более 10 км (суммарная длина этих рек составляет 57,2 тыс. км). Главной водной артерией является река Обь, которая пересекает область по диагонали с юго-востока на северо-запад, деля её на две почти равные части. Протяжённость Оби в пределах области составляет 1065 км. Основные притоки Оби, впадающие в неё на территории Томской области: Томь, Чулым, Чая, Кеть, Парабель, Васюган, Тым. Продолжительность навигационного периода — 170—180 дней.

### Озёра
Согласно данным Н. Ф. Сурунова и А. А. Земцова, в Томской области насчитывается 112,9 тыс. озёр с суммарной площадью зеркала 4451 км². Преобладают небольшие озера, площадь которых менее 0,1 квадратного километра. Их более 106 тыс., или 94 % от общего числа. Озёр с площадью более 1 квадратного километра — 417. В Томской области 11 озёр, площадь которых превышает 10 км²: Мирное, Варгато, Иллипех, Польто-3, Имэмтор, Большое, Дикое, Елань, Когозес, Перельто, Якынр. Крупнейшее озеро — Мирное (Парабельский район), площадь зеркала 18,3 км².

### Часовой пояс
Томская область находится в часовой зоне МСК+4. Смещение применяемого времени относительно UTC составляет +7:00.
1 мая 2002 года Томская область перешла из красноярского времени MSK+4 в омское MSK+3.
В феврале 2016 года Законодательная дума Томской области внесла в Государственную Думу РФ законопроект о возврате Томской области в поясное время, соответствующее соседним территориям — Красноярскому краю, Кузбассу и Новосибирской области.
15 апреля 2016 года Государственная Дума Федерального Собрания Российской Федерации приняла закон о переводе 29 мая 2016 года времени в Томской области (зона TSK) в часовую зону MSK+4 (UTC+7) (NSK/KRASK). При этом граничащий с Томской областью с запада и севера Ханты-Мансийский автономный округ — Югра свой часовой пояс не менял, в результате чего в соседних регионах получается различающееся на 2 часа локальное время; данное обстоятельство доставляет некоторое неудобство жителям при взаимных поездках к соседям (в особенности жителям г. Стрежевой и Александровского района).

## История

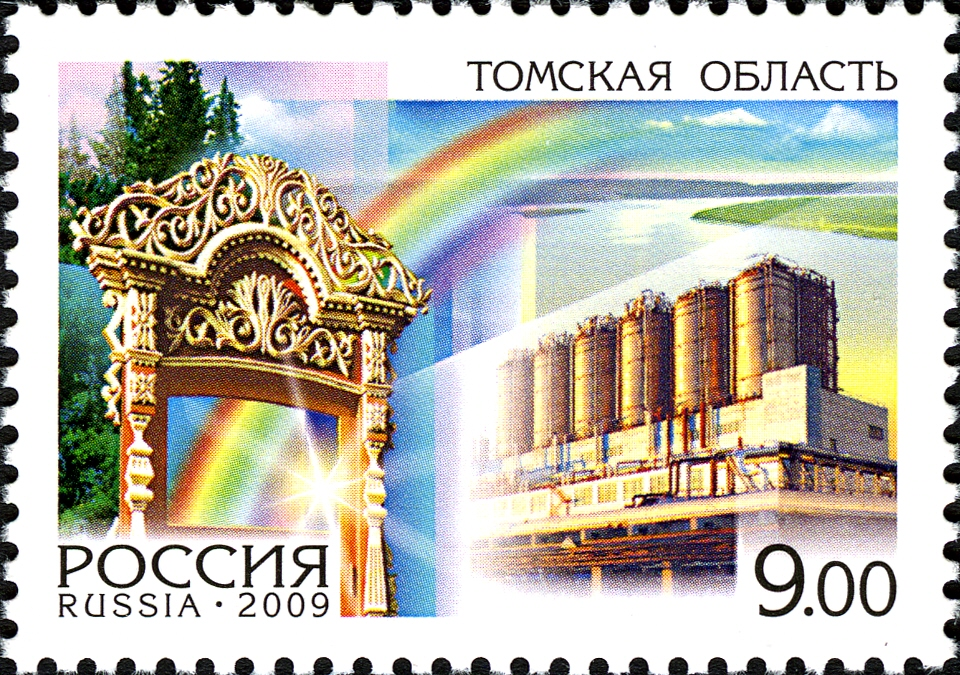
Почтовая марка России, 2009 год

На территории Томской области известны палеолитические стоянки Томская, Могочино I, Парусинка. Территорию современной Томской области населяли люди, относящиеся к кулайской археологической культуре, известной своими бронзовыми артефактами.
Освоение территории области русскими началось в конце XVI — начале XVII веков. Старейшим русским населённым пунктом области является село (ранее город) Нарым, основанный в 1596 году.
Административный центр области город Томск основан в 1604 году. В дальнейшем он становится административным центром Томского уезда. С 1708 по 1782 год уезд входил в состав Сибирской губернии. В 1782 году впервые по решению императрицы Екатерины Великой была образована Томская область в составе Тобольского наместничества Сибирского царства. Томскую область составляли Ачинский, Енисейский, Канский, Нарымский, Томский и Туруханский уезды.
С 1796 года по 1804 год Томская область входила в состав Тобольской губернии. В 1804 году была образована Томская губерния, существовавшая до 1925 года, когда она вошла в состав Сибирского края (с 1930 года — Западно-Сибирский край). Томская губерния, первоначально занимавшая громаднейшую территорию от островов Северной Земли на севере до Семипалатинска на юге, включала в себя восемь уездов (позднее — округов): Бийский, Енисейский, Каинский, Красноярский, Кузнецкий, Нарымский, Томский и Туруханский.
После упразднения в Советской России деления на волости, уезды и губернии территория современной Томской области последовательно входила в состав Томского и Нарымского округов сначала Сибирского края, затем Западно-Сибирского края и Новосибирской области.
Томская область вновь была образована 13 августа 1944 года путём выделения из Новосибирской области части районов бывших Томского и Нарымского округов (за утратой части южных районов, отошедших в состав вновь образованной Кемеровской области).
26 июня 1967 года область была награждена орденом Ленина.
26 июля 1995 года принят Устав Томской области.

## Население
Численность населения области по данным Росстата составляет 1 039 728 чел. (2025). Плотность населения — 3,31 чел./км2 (2025). Городское население — 
72,99 % (2022).

### Национальный состав
Этнический состав населения:
| Русские                                                                                         | 643 738 (86,2 %) | ↗702 589 (89,4 %) | ↗772 218 (89,1 %) | ↗883 767 (88,2 %) | ↗950 222 (90,8 %) | ↘922 723 (88,1 %) |
| Татары                                                                                          | 13 449 (1,8 %)   | ↗15 226 (1,9 %)   | ↗17 629 (2,0 %)   | ↗20 812 (2,1 %)   | ↘20 145 (1,9 %)   | ↘17 029 (1,6 %)   |
| Украинцы                                                                                        | 20 275 (2,7 %)   | ↘14 439 (1,8 %)   | ↗20 225 (2,3 %)   | ↗25 799 (2,6 %)   | ↘16 726 (1,6 %)   | ↘11 254 (1,1 %)   |
| Немцы                                                                                           | 21 152 (2,8 %)   | ↘15 257 (1,9 %)   | ↘15 027 (1,7 %)   | ↗15 541 (1,8 %)   | ↘13 444 (1,3 %)   | ↘8 687 (0,9 %)    |
| Азербайджанцы                                                                                   | 152 (0,0 %)      | ↗163 (0,0 %)      | ↗687 (0,0 %)      | ↗2 752 (0,3 %)    | ↗4 354 (0,4 %)    | ↘4 178 (0,4 %)    |
| Чуваши                                                                                          | 4 613 (0,6 %)    | ↗6 145 (0,8 %)    | ↗7 401 (0,9 %)    | ↗7 827 (0,8 %)    | ↘5 881 (0,6 %)    | ↘3 997 (0,4 %)    |
| Узбеки                                                                                          | 116 (0,0 %)      | ↗247 (0,0 %)      | ↗1 065 (0,1 %)    | ↗3 328 (0,3 %)    | ↘1 626 (0,2 %)    | ↗3 925 (0,4 %)    |
| Белорусы                                                                                        | 9 852 (1,3 %)    | ↘7 295 (0,9 %)    | ↗7 775 (0,9 %)    | ↗9 135 (0,9 %)    | ↘5 294 (0,5 %)    | ↘3 336 (0,3 %)    |
| Селькупы                                                                                        | 2 064 (0,3 %)    | ↗2 093 (0,3 %)    | ↘1 250 (0,1 %)    | ↗1 347 (0,1 %)    | ↗1 787 (0,2 %)    | ↘1 181 (0,1 %)    |
| Ханты                                                                                           | 1 484 (0,2 %)    | ↘952 (0,1 %)      | ↗1 059 (0,1 %)    | ↘804 (0,1 %)      | ↗873 (0,1 %)      | ↘718 (0,1 %)      |
| Чулымцы                                                                                         | …                | …                 | …                 | …                 | 484 (0,0 %)       | ↘204 (0,0 %)      |
| Прочие                                                                                          | 29 907 (4,0 %)   | 21 300 (2,7 %)    |                   |                   | 25 687 (2,5 %)    | 25 256 (2,4 %)    |
| Всего                                                                                           | 746 802          | ↗785 706          | ↗866 713          | ↗1 001 653        | ↗1 046 523        | ↘1 002 487        |
| Показаны народы c численностью более 3000 человек, а также коренные малочисленные народы Севера |                  |                   |                   |                   |                   |                   |

## Политическое устройство
Действующий Губернатор Томской области — Владимир Мазур.
Законодательная дума Томской области состоит из 42 депутатов, председатель — Оксана Козловская.
Депутатами Думы Томской области VI созыва (2016—2021) образованы следующие депутатские объединения:
- Фракция «Единая Россия» (27 депутатов);
- Фракция «Коммунистической партии Российской Федерации» (4 депутата);
- Фракция «Либерально-демократической партии России» (9 депутатов);
- Фракция «Справедливая Россия» (2 депутата).

## Административно-территориальное деление

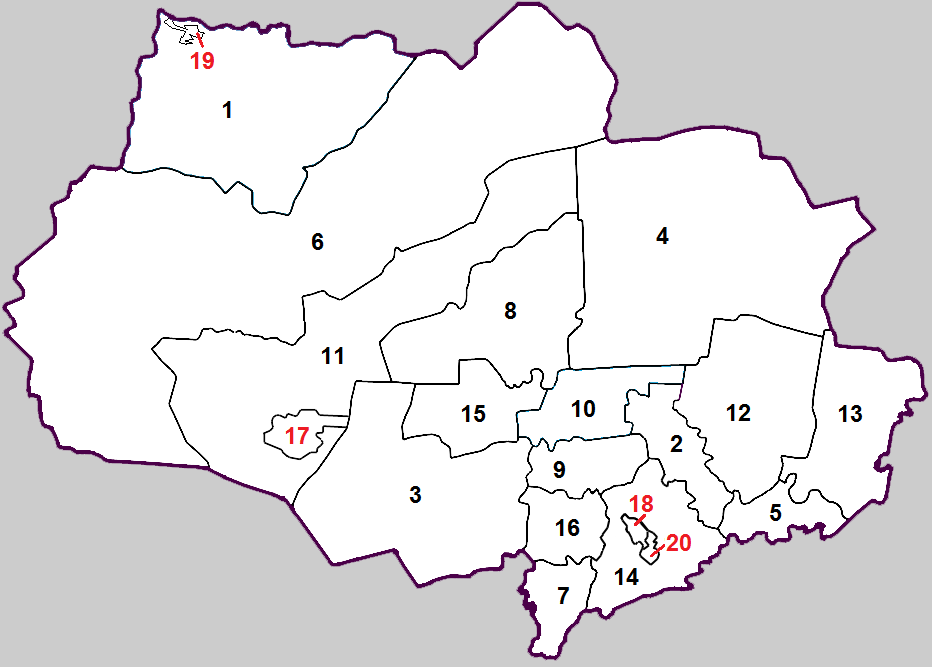
Административная карта Томской области

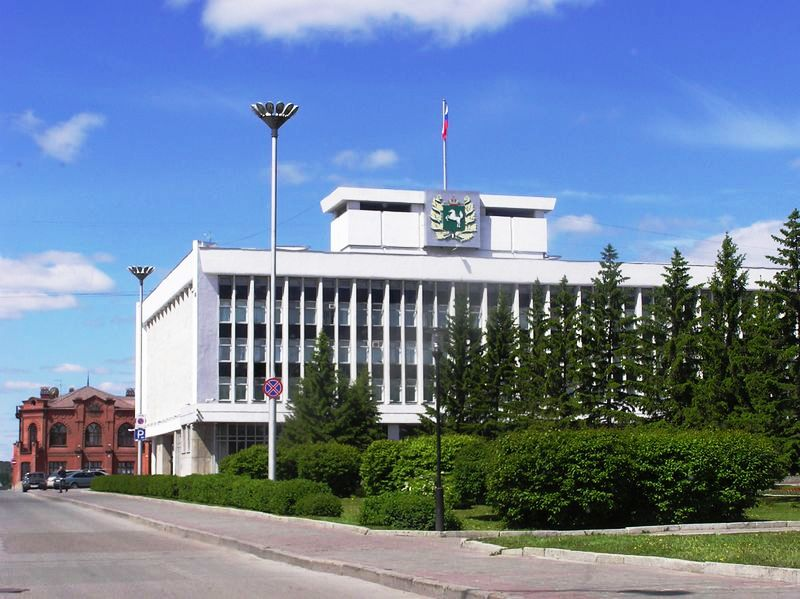
Здание Администрации и Законодательной думы Томской области

Согласно Закону «Об административно-территориальном устройстве Томской области» и Уставу Томской области, субъект РФ включает следующие административно-территориальные единицы:
- 4 города областного подчинения, один из которых отнесён к категории закрытых административно-территориальных образований;
- 16 районов;
  - 2 города районного подчинения;
  - 1 рабочий посёлок (посёлок городского типа)
  - 570 сельских населённых пунктов.

В рамках муниципального устройства, в границах административно-территориальных единиц области к 1 января 2016 года образованы 138 муниципальных образований, в том числе:
- 4 городских округа
- 16 муниципальных районов
  - 3 городских поселения
  - 115 сельских поселений

Города областного подчинения (городские округа) и районы (муниципальные районы)
| №         | Флаг        | Герб | Название                                        | Админ. центр         | Площадь (км²) | Население, чел., (2021) | Код ОКАТО |
| --------- | ----------- | ---- | ----------------------------------------------- | -------------------- | ------------- | ----------------------- | --------- |
| 1e-06     |             |      | Районы (муниципальные районы)                   |                      |               |                         |           |
| 1         |             |      | Александровский район                           | село Александровское | 29 900        | ↘7605                   | 69 204    |
| 2         |             |      | Асиновский район                                | город Асино          | 5 943         | ↗33 862                 | 69 208    |
| 3         |             |      | Бакчарский район                                | село Бакчар          | 24 700        | ↘11 399                 | 69 212    |
| 4         |             |      | Верхнекетский район                             | рп Белый Яр          | 43 349        | ↘14 842                 | 69 216    |
| 5         |             |      | Зырянский район                                 | село Зырянское       | 3 966         | ↗11 306                 | 69 220    |
| 6         |             |      | Каргасокский район                              | село Каргасок        | 86 900        | ↘17 682                 | 69 224    |
| 7         |             |      | Кожевниковский район                            | село Кожевниково     | 3 908         | ↗20 414                 | 69 228    |
| 8         |             |      | Колпашевский район                              | город Колпашево      | 17 112        | ↘33 325                 | 69 232    |
| 9         |             |      | Кривошеинский район                             | село Кривошеино      | 4 400         | ↗12 222                 | 69 236    |
| 10        |             |      | Молчановский район                              | село Молчаново       | 6 351         | ↗12 304                 | 69 240    |
| 11        |             |      | Парабельский район                              | село Парабель        | 35 846        | ↘11 494                 | 69 244    |
| 12        |             |      | Первомайский район                              | село Первомайское    | 15 554        | ↗17 050                 | 69 248    |
| 13        |             |      | Тегульдетский район                             | село Тегульдет       | 12 300        | ↗6465                   | 69 252    |
| 14        |             |      | Томский район                                   | город Томск          | 10 064        | ↗90 145                 | 69 244    |
| 15        |             |      | Чаинский район                                  | село Подгорное       | 7 242         | ↗11 713                 | 69 256    |
| 16        |             |      | Шегарский район                                 | село Мельниково      | 5 030         | ↗19 958                 | 69 258    |
| 16.000002 |             |      | Города областного подчинения (городские округа) |                      |               |                         |           |
| 17        |             |      | Кедровый                                        | город Кедровый       | 1 697,0       | ↘2664                   | 69 407    |
| 18        |             |      | Северск (ЗАТО)                                  | город Северск        | 485,7         | ↘111 106                | 69 541    |
| 19        |             |      | Стрежевой                                       | город Стрежевой      | 213,0         | ↘39 169                 | 69 410    |
| 20        | Флаг Томска |      | Томск                                           | город Томск          | 295,1         | ↘564 927                | 69 401    |

В Томской области города Колпашево, Кедровый и Стрежевой; районы: Александровский, Бакчарский, Верхнекетский, Каргасокский, Колпашевский, Кривошеинский, Молчановский, Парабельский, Тегульдетский, Чаинский приравнены к районам Крайнего Севера.
Населённые пункты
Населённые пункты с численностью населения более 5000 человек
| Томск             | ↘544 566 |
| Северск           | ↘104 982 |
| Стрежевой         | ↘39 169  |
| Асино             | ↗24 913  |
| Колпашево         | ↘20 824  |
| Зональная Станция | ↗15 421  |

| Кисловка    | ↗9482 |
| Кожевниково | ↗8393 |
| Мельниково  | ↗8274 |
| Белый Яр    | ↘7920 |
| Каргасок    | ↘7408 |
| Светлый     | ↘7388 |

| Александровское | ↘6586 |
| Тимирязевское   | ↘6381 |
| Бакчар          | ↗6265 |
| Первомайское    | ↗6195 |
| Тогур           | ↘6025 |
| Парабель        | ↘5907 |

| Молчаново  | ↗5810 |
| Самусь     | ↘5442 |
| Кривошеино | ↘5257 |
| Зырянское  | ↗5246 |

## Экономика
Объём ВРП Томской области впервые превысил 600 млрд рублей, в 2019 году область заработала 607 млрд рублей, что на 27,7 млрд больше, чем годом ранее. С этими параметрами регион занимает третье место в Сибири и 23 позицию — среди субъектов РФ.
Самый большой удельный вес в структуре ВРП занимает добыча полезных ископаемых — 32 %. Обрабатывающие производства произвели 11,1 % от всего годового объёма ВРП, в этой отрасли эффективность предприятий в 2019 году выросла на 17,8 %. Хороший рост показали операции с недвижимостью — 14,3 %, сельское, лесное, рыбное хозяйства — 16,8 %. Строительный рынок за год упал, как и добыча полезных ископаемых: 13 % и 3,2 % соответственно. Транспортирные компании внесли в региональный продукт 7,9 %, торговля — 7,8 %.

### Промышленность
По оценке Минэкономразвития России Томская область в 2004 году относилась к регионам с уровнем развития выше среднего (18-е место по стране). При этом область занимала 14-е место по размеру среднемесячной заработной платы (9640 руб.), объёму платных услуг на душу населения (18,8 тыс. руб.), поступлению налогов в бюджет на душу населения (60,4 тыс. руб.). Основные приоритеты экономического развития — топливно-энергетический, научно-образовательный комплексы и малый бизнес.
В 2004 году промышленность дала 45,5 % регионального ВВП, сельское хозяйство — 19 % и строительство — 13 %. Из отраслей промышленности наиболее развиты в регионе топливная (52,8 %), в том числе нефтедобыча (48,5 %) и машиностроение (12,6 %), химическая и нефтехимическая промышленность.
Большая доля цветной металлургии (8,9 % в 2004, 20,3 % в 2001) объясняется тем, что продукция Сибирского химического комбината (атомная промышленность) традиционно относится к этой отрасли.
Основные экспортируемые продукты: нефть (62,1 %), метанол (30,2 %), машины и оборудование (4,8 %). Совместные предприятия региона в основном занимаются добычей нефти и лесозаготовкой.

### Сельское хозяйство
Численность сельского населения Томской области 300 тысяч человек, около 28 % населения.
Основные отрасли сельского хозяйства — мясо-молочное животноводство, зверо- и растениеводство.
Животноводство даёт порядка 60 % от всей продукции (по стоимости). Выращивают зерновые и зернобобовые культуры (пшеница, рожь, овёс и др.), кормовые культуры, картофель и овощи. Животноводство молочно-мясного направления (свиньи, птица). Развит пушной промысел и звероводство (серебристо-чёрная лисица).
В 2020 собрали примерно 400тыс тонн зерна на 154тыс га 1,54тыс км², собрано картофеля 25,3тыс тонн с самой высокой урожайностью в Сибири под 200ц\га 2т\км² с площади 1500га. Всего засеяли 325,6тыс га 3,256тыс км².
Животноводство
По итогам 2020 года в хозяйствах всех категорий Томской области насчитывалось 77,6 тыс. (-0,6 %) голов крупного рогатого скота, из них молочных коров 33 тыс. (+2,5 %) голов , 256,2 тыс. (+7,9 %) свиней и 4628,4 тыс. (+5,1 %) птицы.
В 2020 году в хозяйствах всех категорий региона произведено на убой скота и птицы (в живом весе) 157,8 тыс. тонн (+2.3 %), производство молока составило 147,1 тыс. тонн (+3,4 %), производство яиц составило 123,8 млн штук (-4,5 %).
Надой молока на одну корову в сельскохозяйственных организациях (без малых форм хозяйствования) в 2020 году составил 7549 кг, что на 9,5 % больше, чем в 2019 году. Продуктивность молочного стада в Томской области растёт ежегодно. Средний надой на одну фуражную корову сейчас составляет 18,4 килограмма в день, а по ряду хозяйств, реализующих инвестпроекты, — 23,5 килограмма.
Производство большей части животноводческой продукции приходится на сельскохозяйственные организации, их доля в производстве молока составляет 68 %, яиц — более 80 %, а в производстве мяса — 91 %. На хозяйства населения приходится 37,2 % поголовья крупного рогатого скота и 9,2 % поголовья свиней.
На территории Томского и Первомайского районов идёт реализация проекта по созданию крупного животноводческого комплекса мясного направления. Основные задачи: производство говядины более 550 тонн в убойном весе; достижение общего поголовья специализированных мясных пород до 15 тысяч голов (из них 5,5 тысячи голов коров) к 2026 году, а также строительство откормочной площадки на пять тысяч голов.
Растениеводство
В 2021 году урожай зерновых и зернобобовых составил 445,3 тыс. тонн в бункерном весе (в 2020 году — 427,8 тысяч тонн). Урожайность зерновых в Томской области стала рекордной и составила 27,0 центнеров с гектара. Регион находится на втором месте по СФО по урожайности зерновых после Красноярского края (31,3 ц/га). Также высокую урожайность показал рапс — 20,3 центнера с гектара. Намолочено 47,3 тыс.тонн рапса, или 117,7 % к уровню прошлого года (в 2020 — 40,2 тыс. тонн), при средней урожайности 20,3 ц/га, или 109,1 % к уровню прошлого года (в 2020 — 18,6 ц/га). Кроме того, хозяйства завершили уборку гороха, ячмени, гречихи, сои и кукурузы на зерно. Завершена уборка картофеля (29,8 тыс. тонн) и почти завершена уборка капусты (6,6 тыс. тонн), моркови (5 тыс. тонн) и свёклы (3,2 тыс. тонн). В уборочную кампанию на полях области работало 1093 трактора, 429 зерноуборочных комбайнов.
Валовый сбор зерна в амбарном весе после доработки составит 411,7 тыс. тонн. Это наивысший результат за два последних десятилетия. Урожайность яровой пшеницы в бункерном весе составила 28,5 ц/га, озимой пшеницы — 35,8 ц/га, ячменя — 28,7 ц/га, гороха — 30,5 ц/га. Хороший урожай в этом году дали также экспериментальные посевы кукурузы на зерно: с 176 га аграрии намолотили 689 тонн зерна на корм скоту при средней урожайности 39,1 ц/га в бункерном весе.
По данным Томскстат, в 2020 году сельхозпроизводители Томской области увеличили производство зерна на 21,5 %. Намолочено 414,6 тыс. тонн зерновых и зернобобовых культур (в весе после доработки), урожайность 25,2 ц/га. Отмечен рост валового сбора кукурузы на зерно — в 4,3 раза, тритикале озимой — на 91,4 %, пшеницы озимой — на 86,3 %, гречихи — на 68,7 %.
Картофеля собрано 99,2 тыс. тонн (137 ц/га) (-9,1 %), овощей открытого и защищённого грунта — 51,5 тыс. тонн (310,1 ц/га).
По итогам уборочной кампании 2020 года сорт яровой пшеницы «Экстра» показал урожайность 56 центнеров с гектара. По итогам уборочной кампании 2020 года сорт красной чечевицы «Лира» показал урожайность 59,2 центнеров с гектара.
| тыс. гектар | 583 | 622,9 | 549,2 | 488,4 | 388,4 | 381,3 | 339,9 |

### Энергетика
По состоянию на конец 2018 года, на территории Томской области эксплуатировались 9 тепловых электростанций (единичной мощностью более 5 МВт), общей мощностью 1036,4 МВт, подключённых к единой энергосистеме России. В 2018 году они произвели 3456 млн кВт·ч электроэнергии. Также имеется три электростанции меньшей мощности, подключённых к ЕЭС (в том числе одна малая ГЭС), и 25 дизельных и газопоршневых электростанций общей мощностью 58,6 МВт, не подключённых к ЕЭС и работающих в зоне децентрализованного энергоснабжения.

### Транспорт
Ответвление федеральной автодороги М53. Региональные трассы Р398 (Томск — Колпашево), Р399 (Каргала — Бакчар), Р400 (Томск — Мариинск). Строится Северная широтная магистраль.
Томская железнодорожная ветвь Тайга — Томск — Белый Яр.
Узловой аэропорт Богашёво в Томске. Малые аэропорты в Колпашеве и Каргаске (не эксплуатируются), Стрежевом.
Главные водные артерии — Обь, Томь, Чулым, по ним осуществляется регулярное речное сообщение а также северный завоз. Грузовые и пассажирские перевозки также осуществляются по рекам Кеть и Васюган.

## Образование
Одной из наиболее важных и динамично развивающихся отраслей является высшее образование. В Томске 6 государственных вузов высоких общероссийских рейтингов, в том числе Томский государственный университет — первый Сибирский императорский университет, основанный в азиатской части России (1878) и Томский политехнический университет, созданный как первый Сибирский императорский технологический институт. В XX веке в Томске имелось сотни вузов, которые укрупнялись в состав больших региональных, или выводились из Томска в другие регионы Сибири как база новых областных вузов. В период с 2012 года томская агломерация единственная восточнее Московской области, где имеются сразу три национальных исследовательских университета (то есть из числа 15 ведущих вузов России): НИУ ТГУ, НИ ТПУ и СТИ НИЯУ МИФИ, в то время как в других регионах от Волги до Дальнего Востока вузов такого статуса не более 1 на регион. По числу студентов на душу населения Томск занимает одно из первых мест в стране.
В области широко развита система ссузов — техникумов и колледжей.
Система школьного образования в Томске и Северске по своему качеству традиционно (с XIX века) значительно выше средней по России (в том числе требований стандарта ЕГЭ) и выпускники школ успешно поступают как в российские, так и зарубежные вузы.

## Здравоохранение
- Клиники СибГМУ
- Томский фтизиопульмонологический медицинский центр
- Томский областной кожно-венерологический диспансер
- Областной перинатальный центр
- НИИ кардиологии СО РАМН

## СМИ

### Газеты
- «Вечерний Томск»
- «Красное знамя»
- «Томская неделя»
- «Томский вестник»
- «Томские новости»
- «Северная звезда»

### Радиостанции
- Радио «Сибирь»
- Томский Благовест

### Телекомпании
- ГТРК «Томск»
- «Томское время»
- «Северская телекомпания-7»[54]
- «СТВ» (г. Стрежевой)
- «Студия телевидения г. Асино» («АсТВ»)
- «Телевидение Колпашева»
- «Централизованная клубная система Первомайского района» (с. Первомайское)

Эфирное аналоговое и цифровое телерадиовещание на территории области обеспечивает Томский областной радиотелевизионный передающий центр.

## Известные люди
- Герои Советского Союза
- Полные кавалеры ордена Славы
- Гречаный Зинаида Петровна — молдавский политик, Премьер-министр Республики Молдова с 31 марта 2008 по 14 сентября 2009 года, председатель Парламента Республики Молдова 8 июня 2019 по 28 апреля 2021 года (и. о. 28 апреля — 23 июля 2021).